# 托什海拉
托什海拉（Torshälla）是瑞典的一座城市，2010年，有人口7,612人。

## 外部連結
- （瑞典文） article Torshälla （页面存档备份，存于） from Nordisk familjebok